# گونی (بولوادین)
گونی (به ترکی استانبولی: Güney) یک منطقهٔ مسکونی در ترکیه است که در بولوادین واقع شده‌است.